# Сапега, Христофор Михаил
Христофор Михаил Сапега (10 августа 1607, Ружаны — 17 августа 1631) — государственный деятель Великого княжества Литовского, подстолий великий литовский (1630—1631) и писарь великий литовский (1631).

## Биография
Представитель чарейско-ружанской линии магнатского рода Сапег герба «Лис», старший сын канцлера великого литовского Льва Ивановича Сапеги (1557—1633) от второго брака с Эльжбетой (Гальшей) Радзивилл (до 1586—1611). Имел братьев Яна Станислава и Казимира Льва.
После получения домашнего образования и учёбы в Виленской академии Христофор Михаил Сапега в 1621 году был отправлен вместе с младшим братом Казимиром Львом продолжить образование за границу. Учился Мюнхене и Ингольштадте. В 1624 году заболел туберкулёзом и вместе с младшим братом вернулся на родину. После непродолжительного лечения Христофор Михаил Сапега вторично отправился за границу и в 1627 году поступил в Лёвенский университет. В дальнейшем проживал в Брюсселе, затем выехал в Италию, где учился в университетах Болоньи (1628) и Падуи (1629). Прогрессирующая болезнь заставила его вновь вернуться домой.

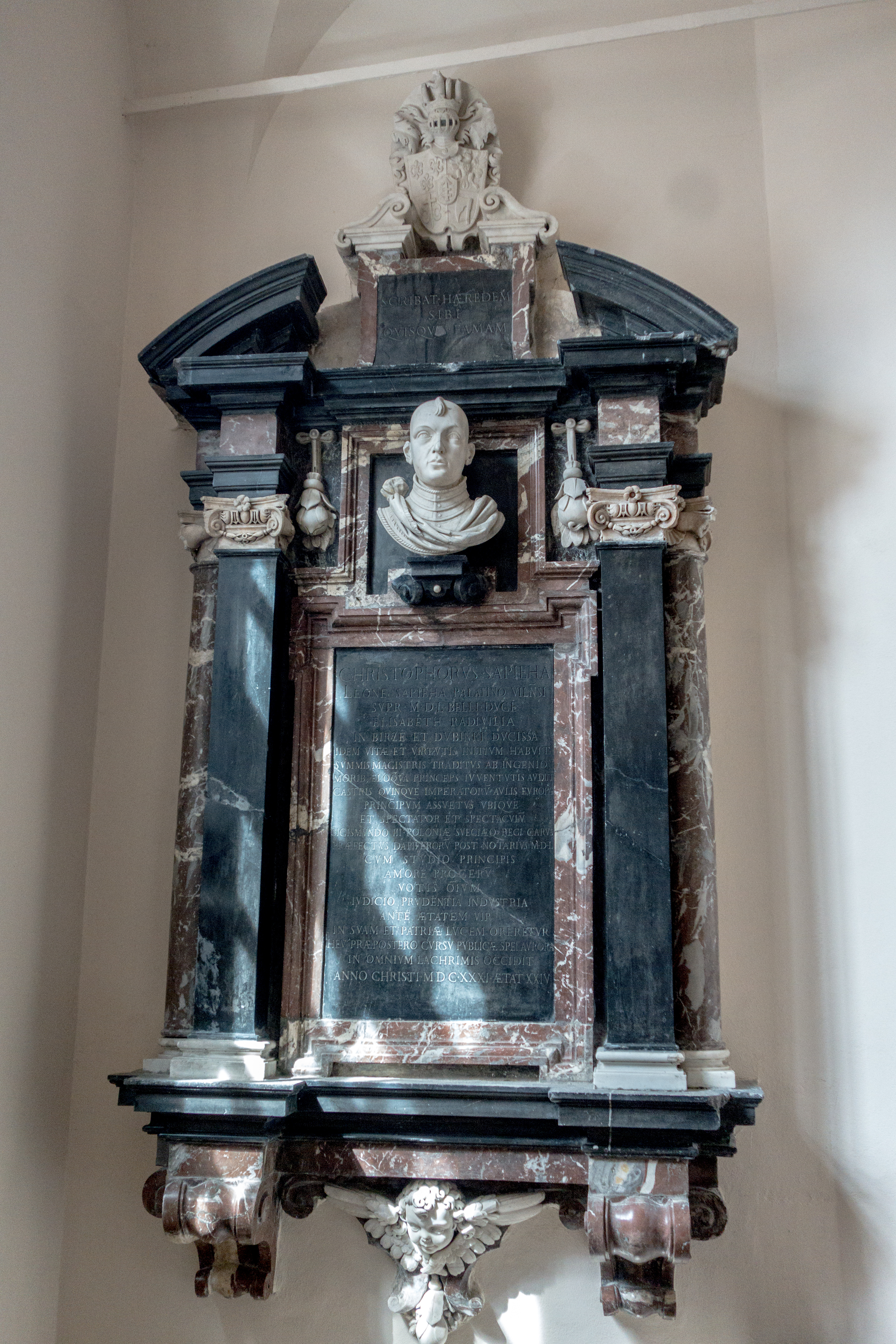
Эпитафия в костёле Святого Михаила (Вильнюс)

В 1629 и 1630 годах дважды был избран послом на сейм. В августе 1630 года получил должность подстолия великого литовского, а в марте 1631 года стал писарем великим литовским.
Занимался исторической и литературной деятельностью, был автором истории Лжедмитрия I — «Opowiedzenie dziejów Dymitra cara» и труда «Theses politicae ex Aristotelis libris de republica».
Скончался от туберкулёза 17 августа 1631 года, не был женат и не оставил после себя детей. Прах был похоронен в крипте родовой усыпальницы Сапегов — виленского костёла Святого архангела Михаила. В храме сохранилась эпитафия, созданная одним из итальянских скульпторов, работавших в Вильно в первой половине XVII века (предположительно Константино Тенкалла или его брат Якопо Тенкалла). Мемориальному произведению свойственна мастерская композиция, в которой выделяется белый мраморный бюст юноши, отмеченный индивидуальными чертами.